# 44 (numero)
Quarantaquattro (cf. latino quadraginta quattuor, greco τέσσαρες καὶ τεσσαράκοντα) è il numero naturale dopo il 43 e prima del 45.

## Proprietà matematiche
- È un numero pari.
- È un numero composto, con 6 divisori: 1, 2, 4, 11, 22, 44. Poiché la somma dei divisori (escluso il numero stesso) è 40 < 44, è un numero difettivo.
- È un numero ottaedrale.
- Appartiene alla successione Tribonacci.
- È un numero di Størmer[1]
- È un numero palindromo e un numero a cifra ripetuta nel sistema metrico decimale.
- È un numero felice.
- È un numero odioso.
- È parte delle terne pitagoriche (33, 44, 55), (44, 117, 125), (44, 240, 244), (44, 483, 485).

## Astronomia
- 44P/Reinmuth è una cometa periodica del sistema solare.
- 44 Nysa è un asteroide della fascia principale del sistema solare.
- NGC 44 è una stella doppia della costellazione di Andromeda.

## Astronautica
- Cosmos 44 è un satellite artificiale russo.

## Chimica
- È il numero atomico del Rutenio (Ru).

## Simbologia

### Smorfia
- Nella smorfia il numero 44 è la prigione.

### Religione
- 44 sono i giorni di quaresima in preparazione alla Pasqua nel rito romano.

### Sport
- 44 è il numero di gara di Lewis Hamilton nel campionato mondiale di Formula 1 a partire dal 2014

## Musica
- Quarantaquattro gatti è il titolo di una canzone dello Zecchino d'Oro del 1968.